# John Randolph
John Randolph (ur. 1 czerwca 1915 w Nowym Jorku, zm. 24 lutego 2004) – amerykański aktor.

## Filmografia
- Twarze na sprzedaż (Seconds, 1966) jako Arthur Hamilton
- The Borgia Stick (1967) jako Smith
- Pretty Poison (1968) jako Morton Azenauer
- Ale zabawa (Gaily, Gaily, 1969) jako ojciec
- Smith! (1969) jako pan Edwards
- Król murawy (1969) jako trener Southerd
- Był sobie łajdak (There Was a Crooked Man..., 1970) jako Cyrus McNutt
- A Step Out of Line (1971) jako detektyw Riddle
- Ucieczka z Planety Małp (Escape from the Planet of the Apes, 1971) jako członek komisji dochodzeniowej
- Sposób na Alfreda (Little Murders, 1971) jako pan Chamberlain
- Podbój Planety Małp (Conquest of the Planet of the Apes, 1972) jako przewodniczący komisji
- The Judge and Jake Wyler (1972) jako James Rockmore
- The Family Rico (1972) jako Malaks
- Partners in Crime (1973) jako sędzia Charles Leland
- Serpico (1973) jako Chief Sidney Green
- Pueblo (1973) jako generał broni S.J. McKee
- Nourish the Beast (1974) jako Mario
- Tell Me Where It Hurts (1974) jako Lou
- Columbo: Łabędzia pieśń (Columbo: Swan Song, 1974) jako pułkownik
- Adventures of the Queen (1975) jako John Howe
- The Runaways (1975) jako George Collingwood
- King Kong (1976) jako kapitan Ross
- Independence (1976) jako Samuel Adams
- F. Scott Fitzgerald w Hollywood (F. Scott Fitzgerald in Hollywood, 1976) jako Rupert Wahler
- Waszyngton za zamkniętymi drzwiami (Washington: Behind Closed Doors, 1977) jako Bennett Lowman
- Zabijcie mnie, jeśli zdołacie (Kill Me If You Can, 1977) jako Lewis Goodman
- The Gathering (1977) jako dr John Hodges
- Secrets (1977) jako Ed Warner
- Lucan (1977) jako doktor Don Hoagland
- Nowhere to Hide (1977) jako narrator
- Richie Brockelman, Private Eye (1978) jako pan Brockelman
- Kaz (gościnnie, 1978-1979)
- Doctors' Private Lives (1978) jako Irv
- Angie (1979-1980) jako Randall Benson
- Nero Wolfe (1979) jako Lon Cohen
- Zasadzka w Piekielnym Kanionie (Killing at Hell's Gate, 1981) jako Attorney Generał
- The Adventures of Nellie Bly (1981) jako Joseph Pulitzer
- Nero Wolfe (gościnnie, 1981)
- Lovely But Deadly (1981) jako Franklin Van Dyke
- The Adventures of Pollyanna (1982) jako pan Muller
- Frances (1982) jako Życzliwy sędzia
- Kentucky Woman (1983) jako Wielebny
- Shooting Stars (1983) jako Producent
- Honor Prizzich (Prizzi's Honor, 1985) jako Angelo Partanna
- The Execution (1985) jako sędzia
- Gdy umiera lato (As Summers Die, 1986) jako Augustus Tompkins
- The Right of the People (1986) jako Holender
- Świat według Bundych (Married... with Children, 1987-1997) jako Colonel Van Pelt (gościnnie)
- Annie McGuire (1988) jako Red McGuire
- The Wizard of Loneliness (1988) jako Doc
- W krzywym zwierciadle: Witaj, Święty Mikołaju (Christmas Vacation, 1989) jako Clark W. Griswold Sr.
- Siostrzyczki (Sibling Rivalry, 1990) jako Charles Turner Sr.
- Grand (1990) jako Harris Weldon
- Żelazny labirynt (Iron Maze, 1991) jako Mayor Peluso
- Lady Boss (1992) jako Abe Panther
- A Foreign Field (1993) jako Waldo
- The American Clock (1993) jako starszy Lee Baumler
- Ostry dyżur (ER, 1994) jako pan Franks (gościnnie)
- Going home (1997) jako Arthur
- Masz wiadomość (You've Got Mail, 1998) jako Schuyler Fox
- Jubilerka (A Price Above Rubies, 1998) jako Rabin Moshe
- Sunset Strip  (2000) jako pan Niederhaus